# Roland Toepfer
Götz Roland Toepfer (artistnamn Glenn och pseudonym som låtskrivare Rudi Revers), född 4 mars 1928 i Tyskland, död 13 juli 2008 i Munkfors församling, Värmlands län, var en fransk-svensk sångare och musiker.
Toepfer var ursprungligen journalist och kom 1959 från Alger till Sverige, där han till en början verkade som utrikeskorrespondent. Han debuterade som trubadur på gamla Café de Paris i Göteborg och flyttade till därefter till Stockholm, där han under några år framträdde på puben Peter Mynde och där han blev bekant med bland andra Gösta Cervin och Fred Åkerström. År 1964 bildade han, tillsammans med Roger Lundin och Bertil Ramsin, gruppen Happy go Luckies, en hootennanygrupp som gjorde flera skivinspelningar. Denna grupp upplöstes efter några år och Toepfer återgick till att framträda solo som trubadur, bland annat på  Långedrags restaurang i Göteborg. Under ett framträdande på Ambassadeur i Stockholm träffade han Sigrun Krüger och kom att starta ett samarbete med henne. Hon lämnade sin anställning på Dagens Nyheter och de båda bildade 1970 sångduon Glenn & Gloria. De medverkade i Hylands hörna och spelade in musikalbumet Svart på vitt (1971, Telefunken SLE 14601), varefter följde en mängd framträdanden i folkparker och på restauranger.